# Polypedilum heptatomum
Polypedilum heptatomum är en tvåvingeart som beskrevs av Jean-Jacques Kieffer 1920. Polypedilum heptatomum ingår i släktet Polypedilum och familjen fjädermyggor.
Artens utbredningsområde är Tyskland. Inga underarter finns listade i Catalogue of Life.